# Sie Kensou
Sie Kensou (椎 拳崇 Shī Kensū?, pinyin: Shie Kensou) es un personaje que aparece en el videojuego de SNK, Psycho Soldier, y la serie de videojuegos The King of Fighters. Ha aparecido en cada juego de esta última, excepto The King of Fighters 2003.

## Historia
Sie Kensou es un joven luchador de artes marciales. Como su mejor amiga, Athena Asamiya , ha sido un miembro del equipo "Psycho Soldier" cada vez que se realizaba el torneo de The King of Fighters. El único torneo de KOF en el cual no participó era KOF 2003. Aunque mentalmente y físicamente talentoso, Kensou no desarrolla su potencial, prefiriendo pasar su tiempo socializando, comiendo y leyendo manga en vez de usarlo en el entrenamiento psíquico y de artes marciales.
Kensou quedó huérfano y se apartó de todos justo cuando él era un niño. Él vagó a través de China por años, antes de satisfacer a Chin Gentsai, el maestro del kung fu, que lo aceptó como pupilo. 
Chin y Kensou, viajaron y entrenaron a través de Asia, mudándose constantemente después de que los alborotos borracheros de Chin provocaran la ira de los habitantes. Mientras que en Japón, fueron desafiados a una lucha por un gigantón pero nunca levantó un dedo. Athena Asamiya, vio que estaba pasando y noqueó al bravucón con una de sus "Bolas Psíquicas". Kensou inmediatamente cayó enamorado de la muchacha, y aunque Athena sólo lo trata Kensou como un amigo, han sido socios en luchas desde siempre junto a su sensei, Chin.

### Saga de Orochi
Desde The King of Fighters '94 a The King of Fighters '97, aunque él construyó su propia pequeña base, Kensou recibió medios y adulación de fanes en comparación con las estrellas grandes de KOF. En cambio, él sabía extensamente de sus notorios errores de defensa. También integraron a su más gran fanática, Kaoru', una muchacha lisiada inspirada en volver a aprender a caminar después de ver a su equipo favorito (en especial a athena) superar los enormes desafíos en varios combates. Ella es desde entonces una suerte de amuleto para el Psycho Soldier Team.

### Las Crónicas de NESTS
Antes del The King of Fighters '99, mientras viajaban por China, el Psycho Soldier Team tropezó con Bao quién, al igual que Kensou, era un joven huérfano abandonado, con poderes psíquicos. Lo llevaron con ellos y en seguida, Bao y Kensou se hicieron como hermanos. Al mismo tiempo, los poderes psíquicos de Kensou, comenzaron misteriosamente a debilitarse.
Kensou se inscribió en el torneo de KOF '99, aunque llegó a ser evidente a todos sus competidores que él había perdido sus energías psíquicas de combate y perdía constantemente el resto de sus poderes psíquicos. Determinado a que no era tan efectivo como en otros torneos, debió entrenar muy duro en vacaciones para ampliar su repertorio de artes marciales. En el final, cuando escapan de la base NESTS, luego de que K´ derrotara a Krizalid, el Psycho Soldier Team se dividió una vez que la base comenzara a derrumbarse.
Una sección que caía del techo atrapó una pierna de Athena, y cuando casi una segunda sección amenazó con matarla totalmente, Kensou provocó una explosión enorme, basada en la telequinesis, para desviar el techo, liberando a Athena y poniendo a ambos a salvo. Kensou, agotado totalmente por el esfuerzo y cae fuera de combate. Misteriosamente, Bao también cayó fuera de combate a pesar de solo haber sufrido un rasguño.
En The King Of Fighters 2000, sin haber avanzado a la batalla final, los Psycho Soldiers permanecieron en las calles de Southtown mientras K' y su equipo peleaban contra Zero. Cuando el cañón láser orbital, que Zero había planeado usar para destruir a NEST se accionó, todo Southtown comenzó a descimbrar; Bao utilizó sus poderes para desviar una de las ráfagas nuevamente hacia dentro del cañón, que ayudó a destruirlo. El incidente lo daño muy seriamente, tanto, que ni la potente vitaquinesis de Athena lo pudo ayudar. 
Afortunadamente, Kensou recuperó inesperadamente su Espíritu del dragón, con el que salvó a Bao. Desde entonces, Athena y Chin han llegado a la conclusión de que Kensou y Bao mantienen una pequeña conexión psíquica, especialmente porque así como el poder de Kensou regresó a su estado normal, el poder de Bao disminuyó. Chin cree que simplemente comparten el mismo poder, pero Bao reveló después de The King Of Fighters 2001 que sabe la verdadera naturaleza de su relación, algo que no está muy claro para los seguidores de KOF.

### Los cuentos de Ash
Por primera vez desde el inicio de la franquicia, el equipo Psycho Soldiers no participó en el torneo The King of Fighters 2003 debido a que Kensou y Bao partieron a una larga misión de entrenamiento con Chin para enseñarle a Kensou como dominar su Espíritu del Dragón. Sin esperar a perder su acostumbrada participación en el evento, Athena une fuerzas con Hinako Shijō y Malin para formar el equipo High School Girls, un equipo de chicas jóvenes.
Para The King of Fighters XI, Athena se reunió con Kensou después de su año de entrenamiento, y con Momoko, una alumna psíquica reciente de Chin, juntos formaron el equipo Neo Psycho Soldier.
Se confirmó como un personaje más del próximo videojuego The King of Fighters XII junto con Chin Gentsai y Goro Daimon llevando el uniforme verde con el que debutó en el videojuego Psycho Soldier. Sus nuevas técnicas (seguramente producto de su entrenamiento con Chin) ya no incluyen el manejo de energía psíquica (salvo su movimiento de desesperación), sino que se basan en artes marciales chinas. El nuevo estilo de pelea de este personaje ha recibido halagos por su agilidad y realismo.

## Curiosidades
- Su introducción en modo historia con Maxima de KOF XIII hace una referencia a la "Over 9000!" (¡¡¡Es más de 9000!!!) del manga y anime Dragon Ball Z cuando Vegeta observa la cantidad de energía de Gokú antes de la pelea con Nappa.

- Tiene una introducción especial con Li Xiangfei en KOF 99, donde este come un baozi y ella se enoja.

- En KOF 96 su nombre aparece como "Kensou Sie" en la barra de vida. Posiblemente sería un error por parte de los programadores, ya que en realidad su nombre es "Sie Kensou".